# الحسن بن عبد الله الثاني الزياني
 مولاي الحسن  سلطان الدولة الزيانية الثلاثون و الأخير بتلمسان. تولى الحكم سنة 1550 بصفة صورية تحت السيادة العثمانية ممثلة في باي لارباي الجزائر حسن باشا بربروس و بإشراف قائد تركي في المدينة، و لم يتعد حكمه تلمسان و نواحيها، إلى غاية خلعه سنة 1554 على يد الباي لارباي الثالث للإيالة صالح ريس و بذلك سقطت الدولة الزيانية و انتهى حكمها نهائيا بعد أكثر من ثلاثة قرون من الوجود.

## اسمه و نسبه
مولاي الحسن بن أبي محمد عبد الله الثاني بن أبي عبد الله الثالث المتوكل بن أبي زيان محمد بن أبي ثابت الثاني بن أبي تاشفين الثاني بن أبي حمو موسى الثاني بن أبي يعقوب يوسف بن أبي زيد عبد الرحمن بن أبي زكريا يحي بن يغمراسن بن زيان العبدوادي الزناتي.

## وفاته
توفي بالوباء منفيا بوهران عند حاكمها الكونت الكوديت سنة 963 هـ /1556م.
| سبقه أبو زيان الرابع | سلطان الدولة الزيانية 1550 - 1554 | تبعه سقوط الدولة الزيانية (صالح ريس باي لارباي إيالة الجزائر) |